# Franco Dal Cin
Francesco Dal Cin, detto Franco (Vittorio Veneto, 1943), è un imprenditore e dirigente sportivo italiano. È famoso soprattutto per i suoi trascorsi tra il 1976 e il 1984 come Direttore Generale dell'Udinese Calcio, che tra il 1976 e il 1979 passò dalla Serie C alla Serie A e negli anni successivi rimase nella massima serie. Nel 1983 portò in Italia a sorpresa il fuoriclasse brasiliano Zico, che giocò due anni nella squadra friulana. Dal Cin fu anche presidente del Venezia tra il 2002 e il 2005.

## Biografia
(Franco Dal Cin)
In gioventù fu calciatore, ma si ritirò presto a causa di una nefrite. In seguito alternò l’attività di imprenditore con quella di dirigente sportivo. Dopo la fugace esperienza all'Inter divenne un fornitore di servizi legati al mondo dello sport, organizzando eventi legati al calcio, al calcetto e al biliardo.
Dopo la caduta della "cortina di ferro", divenne anche consulente esterno per trattative di mercato nell'Est europeo: con la sua azienda Sport Trade portò Mychajlyčenko alla Sampdoria, Kolyvanov al Foggia, Dobrovol'skij al Genoa e Simutenkov nella “sua” Reggiana. Per un breve periodo fece parte del Consiglio di Amministrazione della Dinamo Mosca. Si occupò anche del commercio dei diritti televisivi, con l'acquisto delle prime due partite dall’Est europeo, nel 1988, con le immagini della gara Stella Rossa Belgrado-Milan.
Abbandonò il calcio dopo il fallimento del Venezia nel 2005, in seguito si trasferì a vivere a Udine e iniziò a occuparsi di fotovoltaico aprendo un ufficio a Milano, viaggiando molto all'estero, tra Belgio e Germania. In un'intervista del 2009 a L'Unità dichiarò di possedere una Scuola Calcio in Nigeria, diretta dal figlio Michele assieme a Marshall, ex difensore di Reggiana e Genoa. Acquistò inoltre vaste piantagioni in Senegal coltivate con piante a uso medicale.
Il figlio Michele divenne negli anni novanta presidente del Conegliano; fu in seguito Direttore Generale del Calcio Venezia e procuratore sportivo. Franco Dal Cin ha anche un'altra figlia, Mara.

## Dirigente

### Conegliano (1972-1980)
Come dirigente sportivo iniziò nel 1971 nella neonata Union C.S., società di Chioggia formatasi dalla fusione del Clodia con il Sottomarina. Il presidente era l'industriale veneto del gelato Teofilo Sanson, insieme al quale scriverà pagine importanti nella storia del calcio triveneto; nel giro di due anni portarono in Serie C la squadra, che iniziò un rapido declino quando qualche anno dopo i due se ne andarono. Nel 1972 Sanson acquistò anche il Conegliano, che militava in Serie D, e Dal Cin divenne Direttore Generale anche in questo club. Con il loro avvento fu valorizzato il vivaio e nel giro di pochi anni il settore giovanile divenne uno dei più importanti d'Italia, tanto da conquistare il titolo di Campione d´Italia con la formazione "Berretti" nel 1976 e nel 1978. Inoltre, sempre nel 1976, la squadra juniores vinse a sorpresa il "Trofeo Sanson" (un torneo che si disputava in Veneto negli anni 70 con cadenza biennale), eliminando Napoli, Atalanta, Bayern Monaco e battendo in finale l'Olimpia Lubiana.
Parallelamente crebbe il rendimento della prima squadra: nel 1978 ottenne la promozione nella neonata Serie C2, e nel campionato seguente terminò al quinto posto in classifica, il miglior piazzamento nella storia del calcio a Conegliano

### Udinese (1976-1984)
Nel frattempo Sanson nel 1976 era diventato il presidente dell'Udinese e Dal Cin lo seguì, sempre con l'incarico di Direttore Generale, portando la squadra nel giro di tre anni in Serie A. Mantennero comunque gli incarichi nel Conegliano che divenne una sorta di consociata: al termine della stagione 1979-80, i giocatori del Conegliano Manuel Gerolin, Giorgio Papais, Stefano Strappa e Loris Pradella passarono a vestire la maglia dei bianconeri in Serie A.
Nel 1980 Sanson vendette la società ed entrambi si dedicarono completamente all'Udinese, con la quale stavano raccogliendo grandi soddisfazioni. Nel 1978 ebbero l'idea di apporre il primo marchio nella storia del calcio, la scritta Sanson sui pantaloncini dei giocatori, dando il via ufficialmente all'epoca delle sponsorizzazioni. Dal Cin fu confermato Direttore Generale anche nel 1981 a seguito del cambio di proprietà, con Lamberto Mazza della Zanussi, colosso degli elettrodomestici, nuovo proprietario.
Nel 1983 fu artefice del clamoroso arrivo a Udine di Zico. Disse Dal Cin: «Grazie agli sponsor riuscimmo a pagare il suo stipendio. Fu un'operazione di grande effetto, riempimmo lo Stadio Friuli con ben 50.000 spettatori per più di metà delle partite. Anche in giro per la penisola facevamo l'esaurito, fu la mia più grande soddisfazione personale».
Juventus, Napoli e Roma furono bruciate dal tempismo di Dal Cin, che riuscì ad assicurarselo per 6 miliardi di Lire (di cui però solo 3,6 pagati dall'Udinese: il resto fu versato dalla società esterna Grouping Limited, che avrebbe usato l'immagine di Zico), attraverso una complessa operazione che comprendeva anche la cessione dei diritti d'immagine del giocatore. L'arrivo del campione brasiliano fu il colpo di mercato più importante nella storia dei club friulano.
Tuttavia, alla fine della stagione, a causa di alcuni contrasti con il presidente Mazza, Dal Cin si dimise dall'incarico.
(Zico)
Quando poi nel 1985 il Cavalier Mazza vendette l’Udinese, Dal Cin gli suggerì di cederla alla famiglia Pozzo anziché a Maurizio Zamparini, che così ripiegò sul Venezia. Sarebbe tornato a collaborare con l'Udinese dopo la successiva esperienza all'Inter, rimanendo fino alla fine degli anni ottanta. Fu lui a suggerire a Giampaolo Pozzo di acquistare Giuseppe Dossena nel 1987.

### Inter (1984-1985)
Nell'agosto 1984 passò all'Inter in qualità di Direttore Sportivo, rimanendoci fino al dicembre 1985. Sarà un’esperienza amara che Dal Cin non ricorderà mai in positivo, a causa di un rapporto non idilliaco con Ernesto Pellegrini. Di lui ebbe a dire: «Al presidente proposi di portare Zico in nerazzurro, lui rispose che aveva già Liam Brady».

### Reggiana (1993-2002)
Nel 1993 acquistò per conto della famiglia Fantinel (che in seguito rilevò la Triestina) per circa 9 miliardi di lire la maggioranza delle azioni della Reggiana, appena promossa in Serie A, presentando subito l’idea e un progetto per la costruzione di un nuovo Stadio privato che fu costruito grazie anche al contributo di sponsor, del comune, ma soprattutto grazie alla risposta dei tifosi che sottoscrissero abbonamenti pluriennali.
La prima pietra del nuovo stadio, da edificare in un'area non urbanizzata alla periferia della città, fu posta il 25 settembre 1994 e il 15 aprile 1995 si giocò la prima partita ufficiale nell'impianto, contro la Juventus di Marcello Lippi, che qualche settimana dopo avrebbe vinto lo scudetto. Fu il primo stadio calcistico di proprietà di un club e non di una pubblica amministrazione in Italia e il primo impianto battezzato con il nome di uno sponsor, in questo caso l'azienda casearia Giglio, il cui nome campeggiava sulle maglie dei granata. Finanziato interamente da privati e costato 25 miliardi di lire, il “Giglio” fu realizzato con una serie di strutture decisamente avveniristiche per l'epoca, dai palchetti con frigobar e televisione satellitare alle telecamere a circuito chiuso, passando per le panchine riscaldate con tanto di linea telefonica. Un impianto innovativo anche in materia di sicurezza con i tornelli agli ingressi, che furono prontamente e paradossalmente rimossi. Fu inoltre dato vita a un sistema di vendita dei biglietti simile alla tessera del tifoso che sarebbe stata creata nel 2009.
Al suo primo anno con gli emiliani, Dal Cin portò a Reggio Emilia Paulo Futre, il portoghese vice Pallone d'oro 1987, e il portiere Cláudio Taffarel, che a fine stagione si sarebbe laureato campione del mondo con il Brasile. Inoltre avviò importanti contatti in Africa allo scopo di tesserare giovani nigeriani promettenti, fu così che vestirono il granata, tra gli altri, Oliseh, Martins e Makinwa. Dopo la retrocessione del 1995, ebbe l'intuizione di affidare la panchina a Carlo Ancelotti, che era reduce dal ruolo di assistente di Arrigo Sacchi in nazionale ma non aveva mai allenato una squadra di club; a fine stagione il nuovo tecnico riportò in Serie A gli emiliani. Nel 1997 la presidenza passò dal gruppo Fantinel all’imprenditore reggiano Luciano Ferrarini e la panchina fu affidata a Mircea Lucescu sul suggerimento di Dal Cin, che da diverso tempo ammirava il tecnico rumeno. Ma la stagione terminò con la retrocessione ed ebbe inizio un progressivo declino del club, determinato soprattutto dai pesanti debiti contratti per la costruzione dello stadio. Dal Cin affermò che il passivo era dovuto a un contenzioso con il Comune di Reggio, che non permise la realizzazione di un centro commerciale nell'area dello stadio, con il quale secondo lui la Reggiana avrebbe potuto disporre di forti liquidità. Per far fronte alla crisi fu venduta buona parte del parco giocatori. In quegli anni fu anche Consigliere di Lega per la Serie B.
Nel 1999 arrivò la retrocessione in Serie C1 tra le proteste dei tifosi, che sfociarono in una manifestazione pubblica per le vie di Reggio Emilia l'11 maggio 2002 nella quale fu chiesto a gran voce il cambio al timone della società. Il cambio avvenne il 9 luglio 2002 dopo una lunga trattativa con la cessione della società granata a Ernesto Foglia, già proprietario del Brescello, che scelse come presidente il reggiano Chiarino Cimurri.

### Venezia (2002-2005)
Nel 2002, in seguito alla cessione della Reggiana e al contemporaneo acquisto del Palermo da parte di Maurizio Zamparini, Dal Cin rilevò il Venezia, che era appena retrocesso in Serie B e versava in una situazione economica disastrosa. Si barcamenò per tenere a galla la società, ma al termine del campionato 2004-05, tra sospetti e voci di combine (in particolare per l'incontro Genoa-Venezia), dopo due salvezze miracolose la squadra fu retrocessa in Serie C1. Nel frattempo Dal Cin – che ricoprì le cariche di Presidente, Amministratore Unico e Amministratore Delegato – poco prima di fine campionato aveva ceduto il club al gruppo ligure capitanato dal discusso imprenditore edile Luigi Gallo; i tifosi videro in quell’operazione lo spettro del fallimento e iniziarono a mobilitarsi con manifestazioni, proponendo un progetto di salvataggio attraverso una Public Company, ma fu tutto inutile: il 22 giugno 2005 la società arancioneroverde venne dichiarata fallita. Fu l'ultima esperienza di Dal Cin come dirigente sportivo, anche se nel settembre 2015 il suo nome fu associato a un possibile acquisto della Triestina.

## Procedimenti giudiziari
Il 5 giugno Dal Cin rilasciò ai pubblici ministeri napoletani le dichiarazioni con le quali fu dato il via alle intercettazioni che avrebbero portato allo scandalo di calciopoli, dichiarazioni che avrebbe in seguito smentite. Nel marzo del 2007 fu condannato a quattro mesi di reclusione insieme al presidente del Genoa Enrico Preziosi e ad altri dirigenti per frode sportiva in relazione alla partita Genoa-Venezia del campionato di serie B 2004-2005, vinta dai genoani per 3-2. Per la stessa vicenda fu inibito per cinque anni dal tribunale sportivo. La sentenza fu in seguito revocata dalla Cassazione. Nel febbraio del 2011 la FIGC lo deferì inibendolo per altri 5 anni in merito al fallimento del Venezia. Accusato di bancarotta fraudolenta, Dal Cin si accordò con il curatore fallimentare del Venezia per risarcire alla società una cifra di oltre centomila euro.